# بلقاء خلنجية الأوراق
ملالوكا خلنجية الأوراق (الاسم العلمي:Melaleuca ericifolia) هي نوع من النباتات تتبع جنس الملالوكا من الفصيلة الآسيّة.